# Agricola (jeu)
Pour les articles homonymes, voir Agricola.
Agricola est un jeu de société créé par Uwe Rosenberg en 2005, illustré par Klemens Franz et édité  par Lookout Games en allemand, Ystari Games en français et Z-Man Games en anglais.
Pour 1 à 5 joueurs, à partir de 12 ans. Le jeu dure environ 30 minutes par personne.

## Principe général
Le jeu a pour cadre l'Europe centrale des années 1670. Les joueurs vont devoir aménager leur chaumière, agrandir leur famille, élever des animaux, cultiver leurs champs... Le but est de survivre, en concurrence avec les autres joueurs. Gagnera le joueur qui se sera le mieux développé.
Les nombreuses cartes disponibles permettent de modifier légèrement les règles en faveur du joueur qui les pose. Elles participent grandement au renouvellement du jeu de partie en partie.

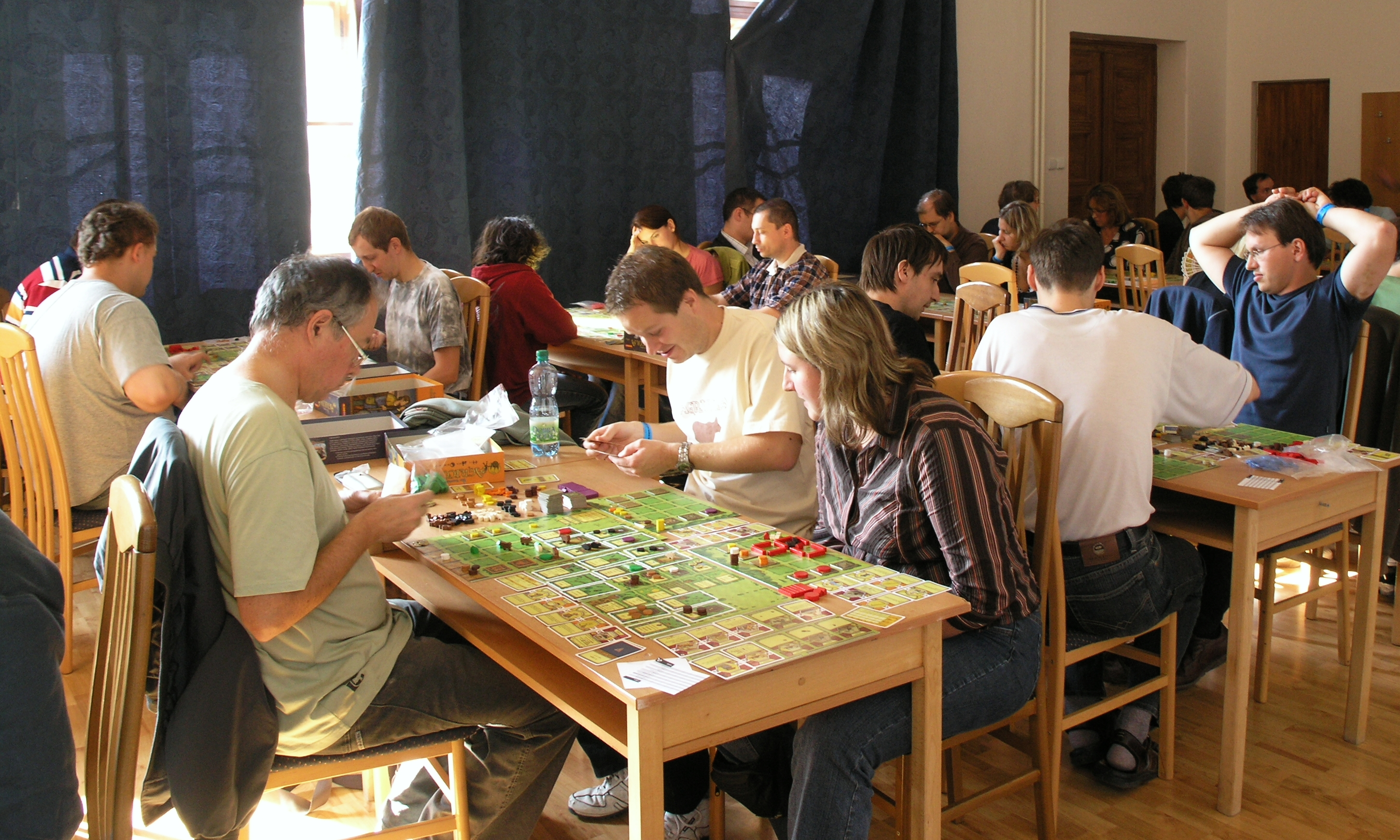
Agricola

## Règle du jeu

### But du jeu
Lors de chacun des 14 tours de jeu, les joueurs effectueront exactement une action par membre de leur famille. Les actions disponibles sont communes, et de plus en plus nombreuses au fur et à mesure de la progression du jeu. Les joueurs marqueront des points en fonction du nombre de champs, de pâturages, d'animaux...

### Matériel
- des plateaux
  - 5 plateaux « cour de ferme »
  - 3 plateaux d'actions
  - 1 plateau pour les aménagements majeurs
- 360 cartes
- des pions en bois
  - 5 marqueurs de personnes, 4 étables et 15 clôtures dans chacune des 5 couleurs des joueurs
  - des disques représentant le bois / argile / roseau / pierre / céréales / légumes
  - 21 moutons blancs
  - 18 sangliers noirs
  - 15 bœufs marrons
  - 1 marqueur de premier joueur
- et aussi :
  - 57 tuiles à placer sur le plateau « cour de ferme »
  - 36 marqueurs jaunes de points de nourriture
  - 9 marqueurs de multiplication
  - 3 marqueurs réservation/invité
  - 1 bloc de score pour le décompte

### Mise en place
Chaque joueur dispose pour commencer la partie d'un plateau « cour de ferme », 2 tuiles de maison en bois et 2 marqueurs de personnes. Dans une partie en version complète, par opposition à une partie en version familiale, les joueurs récupèrent également 7 cartes d'aménagement mineur et 7 cartes de savoir-faire.
Les 3 plateaux d'action et le plateau des aménagements majeurs sont placés au centre de la table, à disposition de tous.

### Déroulement
Les joueurs peuvent faire une action par membre de leur famille, soit 2 en début de partie. Ils placent leur membre de la famille sur une case de l'un des plateaux d'action et effectuent l'action correspondante. Les actions conduisent les joueurs à récupérer des ressources, des animaux, à poser une carte, labourer un champ, le semer, agrandir leur maison ou leur famille, etc. Une famille plus grande permet de faire plus d'action mais nécessite aussi de prévoir plus de nourriture.

### Fin de partie et vainqueur
À la fin du quatorzième tour la partie se termine et les joueurs effectuent un décompte catégorie par catégorie. Plus le joueur est développé, plus il marquera de points. Inversement, si le joueur a totalement négligé une de ces catégories il marque 1 point négatif.

## Championnats
Le premier tournoi international d'Agricola s'est célébré en novembre 2011, à Vienne. À l'occasion, le Danois Rasmus Damm a été vainqueur du championnat.
Une deuxième compétition mondiale s'est déroulée en 2013 dans la même ville.
Pour l'édition de 2018, le tournoi a été remporté par l'Allemand Sebastian Esser dans la ville allemande d'Altenbourg. 

## Extensions
En 2008, un grand nombre d'extensions ont été lancées. Agricola: Through the Seasons (Im Wandel der Jahreszeiten), a été disponible à la convention d'Essen 2008. Dans la même période, les cartes Rancher, Pelts, Guildmaster, Feed pellets, Clay deposit et Animal trainer ont été distribuées sur le site de l'éditeur. Les decks d'extension Ö-Deck, L-Deck, Z-Deck et X-Deck sont aussi apparus cette année-là. Ceux-ci ont été inclus à son tour dans l'extension Agricola: The Goodies Expansion.   
Aussi à Essen, mais en 2009, Agricola: Farmers of the Moor a été lancé.   
En 2010, l'extension Agricola: Gamers' Deck, est apparue. Cette même année, Lookout Games sort Agricola: The Legen*dairy Forest-Deck, rajoutant des thèmes fantastiques au jeu.   
À l'occasion du premier championnat international du jeu en Vienne, le World Championship Deck est apparu en 2011.   
Entre 2012 et 2014, 3 extensions thématiques de villes et nations ont sorti : Agricola: Belgium Deck, Agricola: Bielefeld Deck, et Agricola: France Deck.
En 2012, 999 Games et Lookout Games ont publié l'extension Agricola: De Lage Landen, qui inclut Agricola: Through the Seasons et la version en hollandais du set Agricola: NL-Deck, lancé en 2011.    
En 2015, la mini-extension Agricola: Glonnacker est apparue.
À Essen Spiel 2018, Agricola: Changelings a été distribué.
En 2019, Lookout Games publie Agricola: Agricola in Newdale.

## Récompenses
- Spiel des Jahres Meilleur jeu complexe 2008
- Deutscher Spiele Preis  2008
- International Gamers Awards  2008
- As d'or Jeu de l'année Prix spécial du jury 2009
- Tric Trac d'or  2008[27]
- Nederlandse Spellenprijs  2009[28]
- Gra Roku 2009 (Meilleur jeu Pologne)[29]